# مايك وايتهيد
مايك وايتهيد (بالإنجليزية: Mike Whitehead) هو فنان قتال مختلط أمريكي، ولد في 29 يونيو 1981 في ميدفورد في الولايات المتحدة.

## وصلات خارجية
- مايك وايتهيد على موقع يو إف سي (الإنجليزية)
- مايك وايتهيد على موقع شيردوغ (الإنجليزية)